# 10448 Schawlow
10448 Schawlow este un asteroid din centura principală de asteroizi.

## Descriere
10448 Schawlow este un asteroid din centura principală de asteroizi. A fost descoperit pe 16 octombrie 1977 la Observatorul Palomar de Cornelis Johannes van Houten, Ingrid van Houten-Groeneveld și Tom Gehrels. Asteroidul prezintă o orbită caracterizată de o semiaxă mare de 2,84 ua, o excentricitate de 0,05 și o înclinație de 3,2° în raport cu ecliptica.